# Fujifilm Finepix

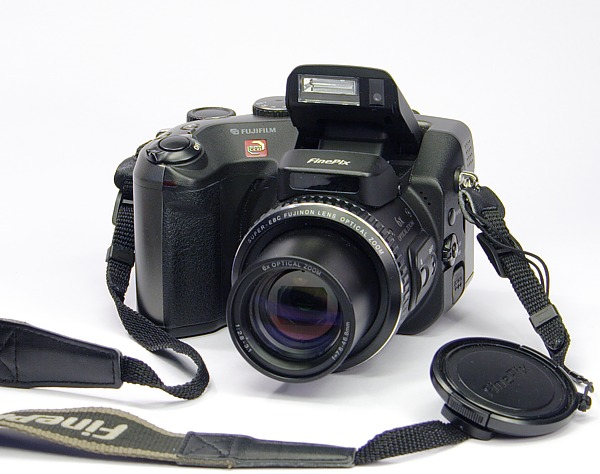
FujiFilm FinePix S602z

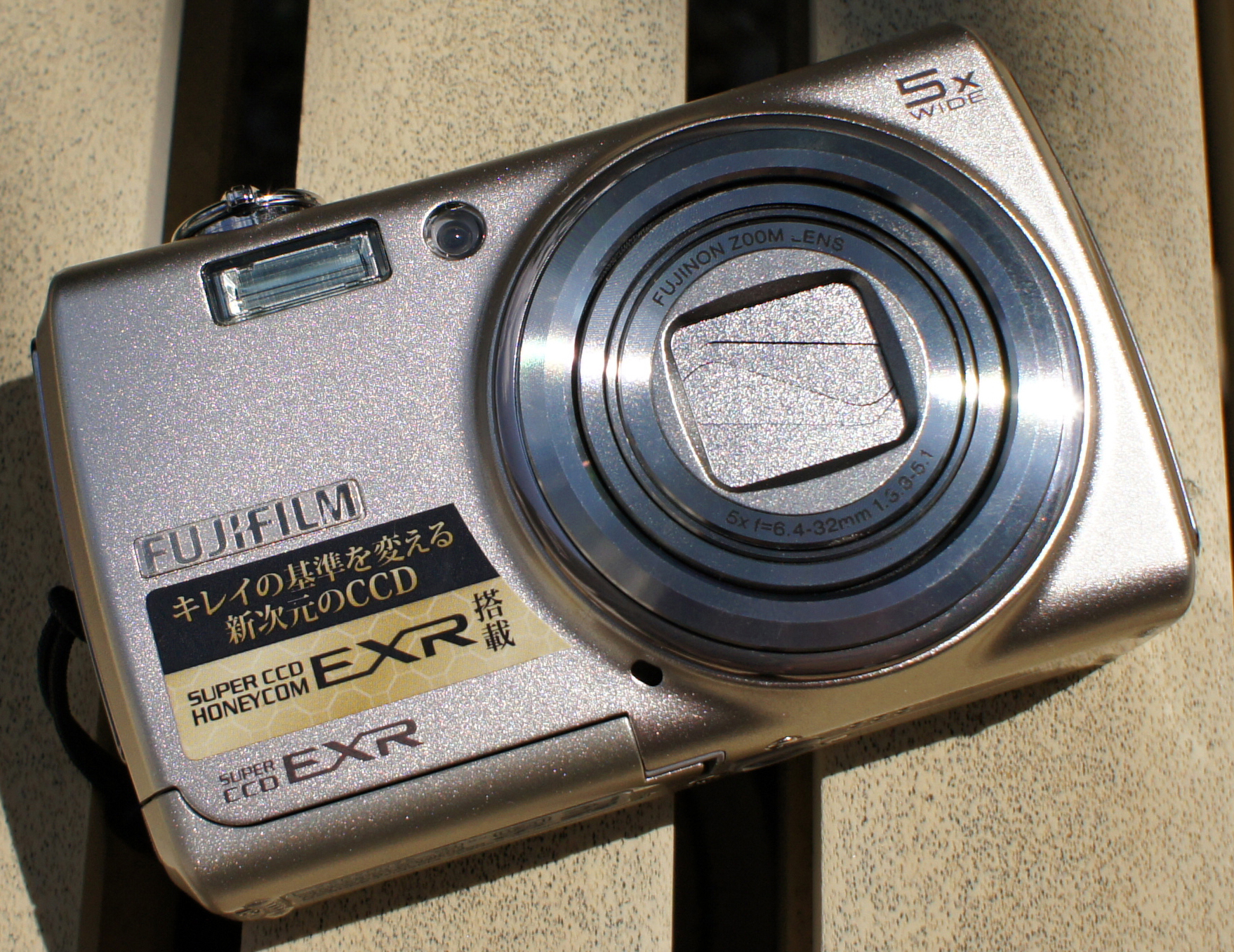
Fujifilm FinePix F200EXR

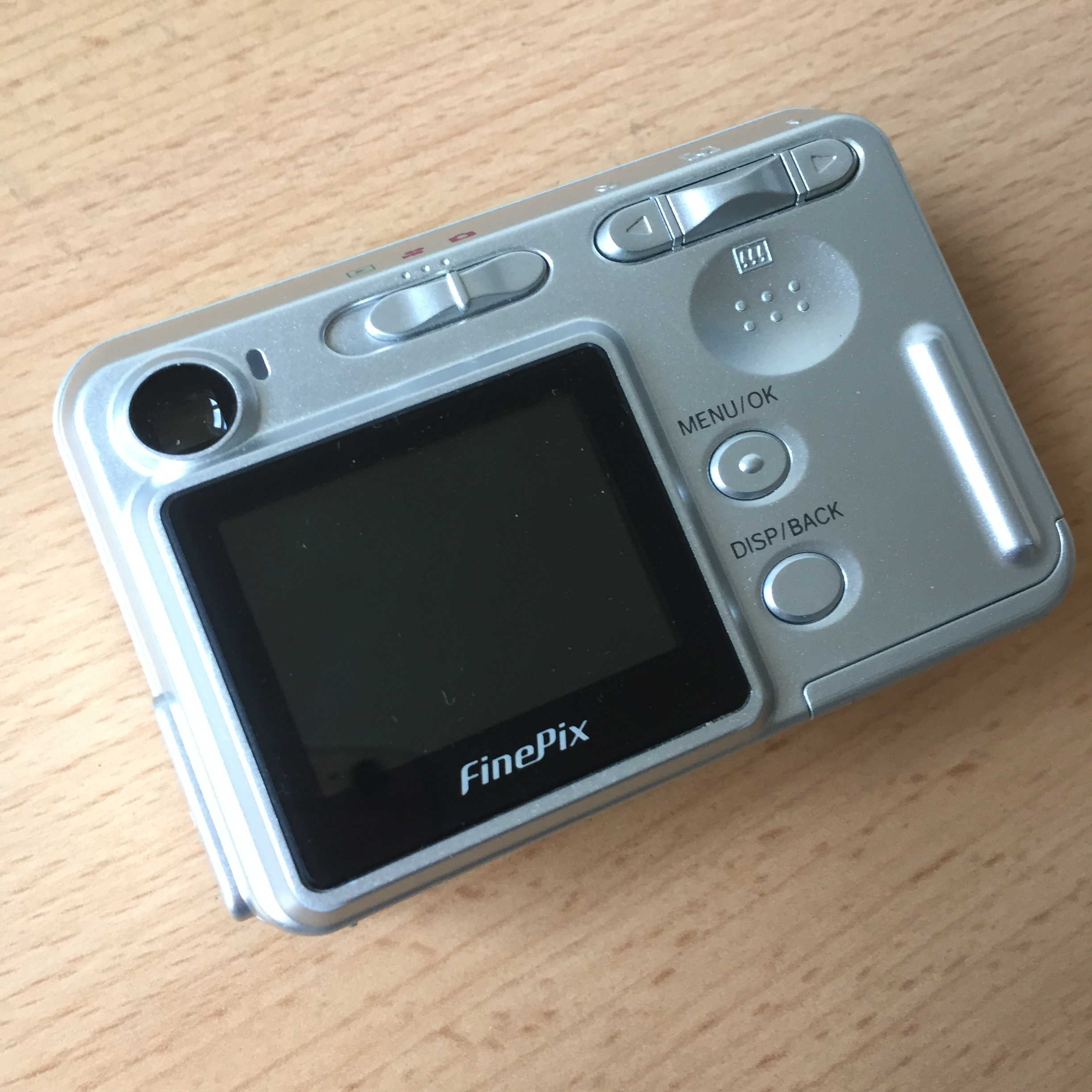
Fujifilm FinePix A345 Rückseite

Fujifilm Finepix ist seit 1998 die Markenbezeichnung für Digitalkameras des Herstellers Fujifilm. Die Bezeichnung wird sowohl für die digitalen Kompakt- und Bridgekameras als auch für die Systemkameras von Fujifilm verwendet.
Viele frühere Kameras der FinePix-Serie verwendeten einen der von Fujifilm entwickelten Super-CCD-Sensoren. Diese ermöglichen eine Steuerung der Lichtempfindlichkeit bis zu ISO 3200. Seit einigen Jahren geht der Hersteller allerdings zunehmend zu CMOS-Sensoren über. Nach wie vor setzt Fujifilm auf selbst entwickelte Farbfilter-Anordnungen, die vom Standard-Bayer-Filter abweichen.
Grundsätzlich unterscheidet Fujifilm sechs verschiedene Modellserien:
- A-Serie und J-Serie: Einsteigermodelle mit vereinfachter Bedienung.
- Z-Serie: Besonders kleine Kompaktkameras mit innen querliegendem Periskop-Teleobjektiv.
- F-Serie: Kompaktkameras für etwas anspruchsvollere Aufgaben.
- S-Serie: Superzoom-Modelle mit bis zu 50fachen (FinePix SL1000) Zoomobjektiven.
- X-Serie: Anspruchsvolle Kompakt- und Systemkameras, meistens im Retro-Design. Diese Kameras führen nicht mehr die Bezeichnung FinePix im Namen.

Ein bekanntes Prosumer-Modell war die S100FS, noch mit dem Super-CCD-Sensor.
Das aktuelle Modell der Bridgekamera-Klasse von Fujifilm ist die FinePix HS50EXR (Stand Feb. 2013).
Die früher ebenfalls unter dem S-Label vertriebene „Pro“-Reihe digitaler Spiegelreflex-Kameras, die auf Gehäusen anderer Hersteller basierte, wurde mittlerweile eingestellt.

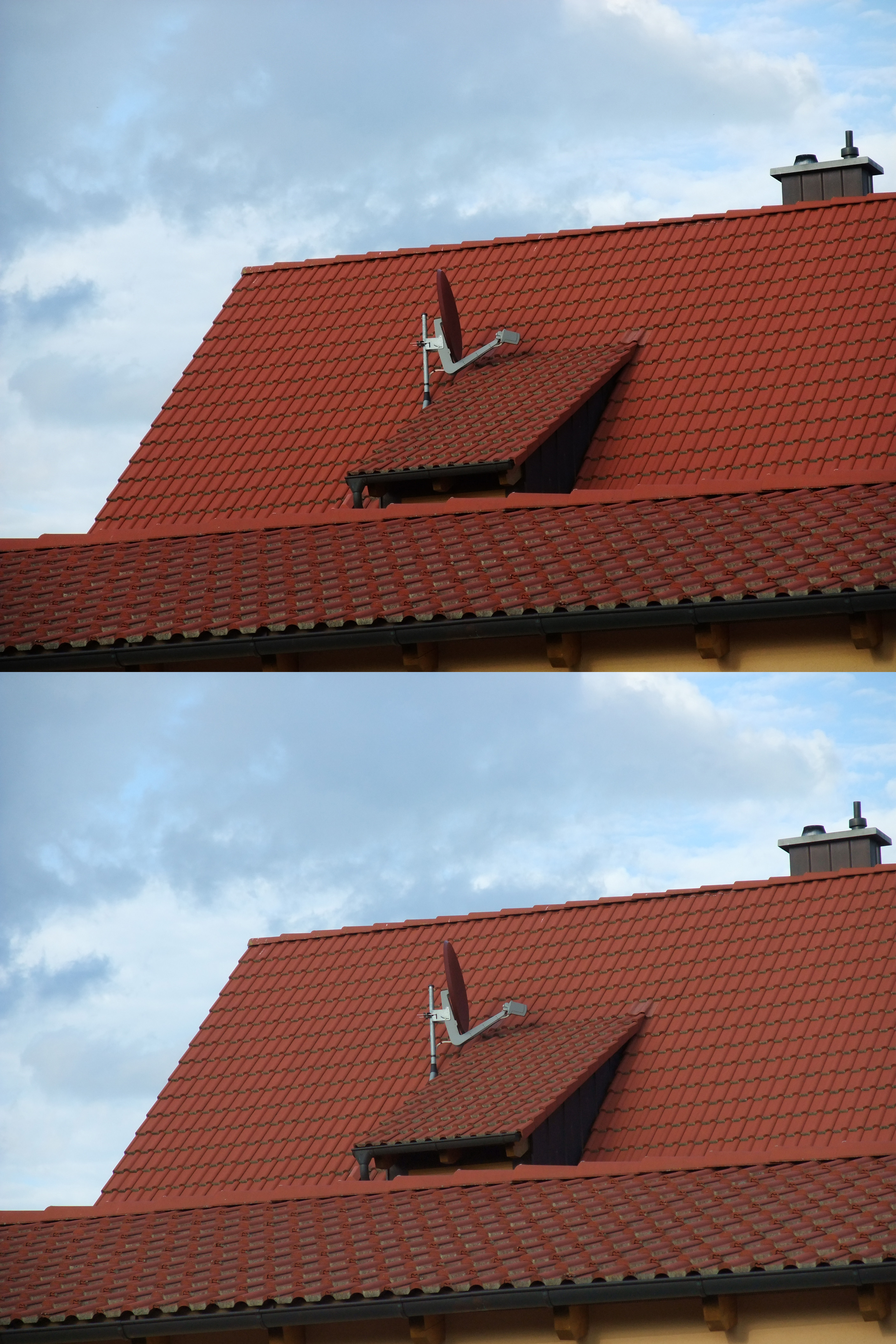
Vergleich zweier Bilder mit EXR-Einstellung (oben) und ohne (unten)

Der Hersteller führte mit der Finepix F200EXR den EXR-Sensor ein, der eine neue Herangehensweise an hochaufgelöste Aufnahmen beschreibt. Der verbaute Bildsensor mit 12 Millionen Pixeln trägt die Bezeichnung Super CCD EXR. Als innovative Besonderheit verfügt die Kamera über den Aufnahme-Modus „Erweiterter Dynamikumfang“. Nach Herstellerangaben ermöglicht dieses Verfahren die gleichzeitige Aufnahme zweier unterschiedlich belichtete Bilder, die dann (von der Kamera) zu einem Bild mit erweitertem Dynamikumfang (HDR-Bild) zusammengefügt werden. Auch die aktuell verbauten CMOS-Sensoren tragen die Bezeichnung „EXR“.
Die Besonderheit der EXR-Sensoren besteht in der wabenförmigen Pixelanordnung und der physischen Trennung des Sensors in zwei ineinanderliegende, eigenständigen Sensoren. Dadurch werden 3 verschiedene Betriebszustände möglich: HDR-Aufnahme durch unterschiedliche Belichtungszeit beider Sensorteile (im Bereich von 100 bis 1600 %) in einer einzigen Belichtung, Rauschminimierung durch Verrechnung von 2 gleichzeitig aufgenommenen Bildern zu einem optimierten Bild, Verdopplung der Auflösung durch Addierung der Pixelzahl beider Sensorteile. Da die beiden Teile des EXR-Sensors die Aufnahme gleichzeitig erstellen, werden die negativen Aspekte vermieden, die bei herkömmlicher HDR-Erstellung aus sequentiellen Bildern verhindert.
2009 brachte Fujifilm mit der Finepix REAL 3D W1 die erste digitale 3D-Kamera auf den Markt. Sie besitzt ein autostereoskopisches Display, auf dem die aufgenommenen Bilder direkt in 3D betrachtet werden können.